# Ермолаев, Вадим Евгеньевич
Вадим Евгеньевич Ермолаев (23 сентября 1944 — август 1997, Санкт-Петербург) — советский и российский актёр. Заслуженный артист РСФСР.

## Биография
Окончил Ленинградский государственный институт театра, музыки и кинематографии (1966).
Играл в лениниградских театрах, включая Театр на Литейном, Театр драмы имени Пушкина, Театр Ленсовета. Основные роли: Стэнли Ковальски («Трамвай „Желание“» Теннесси Уильямса), Ричард III («Ричард III» Шекспира), Фрэнк Тейлор («Земля обетованная» Сомерсета Моэма), Николай Ливитин («Рояль в открытом море» по Леониду Соболеву). Критика особо отмечала его актёрский дуэт с Еленой Соловей.
Вторым браком был женат на актрисе Татьяне Ткач, сын Руслан. Умер от рака.

## Фильмография
- «Закон Антарктиды» (1962) — эпизод
- «20 декабря» (1981) — Александр Фёдорович Керенский
- «Требуются мужчины» (1983) — отчим Алексея
- «Капкан для „Волка“» (1984) — «Волк»
- «Документ Р» (1985) — эпизод
- «Сороковой день» (1988) — Клим
- «Замри — умри — воскресни!» (1989) — директор школы
- «Секрет виноделия» (1994) — Антон
- «Цирк сгорел, и клоуны разбежались» (1997) — мэр
- «Улицы разбитых фонарей» (1997; 1-й сезон, 9-я серия) — Просперо